# Cimetière de La Salle
Le cimetière de La Salle est le plus ancien cimetière de la ville de Tours en Indre-et-Loire. 
Inauguré en 1859 après plus d'un demi siècle de difficultés, il représente aujourd'hui environ 13 hectares. Il remplace les deux précédents cimetières de la ville, à savoir celui de Saint-Jean-des-Coups à l'est et celui des Acacias (ou de Bel-Air ou des Ursulines) à l'ouest. Il se situe à l'emplacement de l'ancienne commune de Saint-Symphorien-Extra rattachée à Tours en 1964 sous la municipalité de Jean Royer.

## Histoire

### La situation au début duXIXesiècle
À Tours, la création du cimetière contemporain fut particulièrement chaotique et se fit sur la durée. Le point de départ de cette mutation fut l'ordonnance du 10 mars 1776 recommandant l’interdiction des inhumations dans les églises et de surcroît l’éloignement des cimetières des centres urbains. En effet, il s'agit du début des réflexions hygiénistes qui vont connaître leur essor au cours du XIXe siècle. Enterrer les morts dans les églises pose des problèmes liés aux miasmes et donc à la santé. Les cimetières de l’époque moderne quant à eux sont situés au cœur des villes ce qui inquiète les riverains. C’est là tout le paradoxe. En voulant éloigner les cimetières du monde des vivants, on en fait un lieu distinct, un espace à part encore plus identifiable par la population. À Tours, pour les quatorze paroisses, plusieurs cimetières existaient et étaient situés à l'intérieur des murs d'enceinte de la ville. Ces cimetières étaient de taille réduite et situés au même niveau que les habitations environnantes ce qui posait des problèmes de surpopulation et d'hygiène en cas de crue. A Tours, trois mois après la date du 10 mars 1776, deux commissaires sont nommés afin de trouver de nouveaux emplacements pour les cimetières de la ville et permettre au spectacle de la mort de continuer à se jouer : Monsieur Grignon et Monsieur de la Grandière. Après un mois d’enquête, les deux commissaires proposèrent de créer deux cimetières, l’un à l’est de la ville près de l’ancien prieuré de St-Jean-Des-Coups, l’autre à l’ouest à Bel-Air, près des fossés de St-Éloi. La municipalité tourangelle achète même les terrains l’année suivante en prévision des travaux de construction. Deux nouveaux cimetières voient alors le jour à Tours.

Cependant, le décret du 23 prairial an XII (12 juin 1804) remet en question ce choix. En effet, il est considéré comme le décret fondateur du cimetière contemporain tel que nous le connaissons encore aujourd’hui :
Napoléon
Par la grâce de Dieu et les Constitutions de la République, Empereur des français ;
Sur le rapport du ministre de l’Intérieur ;
Le Conseil d’État entendu, décrète :
Titre Ier : Des sépultures et des lieux qui leur sont consacrés
Art. 1er : Aucune inhumation n’aura lieu dans les églises, temples, synagogues, hôpitaux, chapelles publiques, et généralement dans aucun édifice clos et fermé où les citoyens se réunissent pour la célébration de leurs cultes, ni dans l’enceinte des villes et bourgs.
Art. 2 : Il y aura hors de chacune de ces villes ou bourgs, à la distance de trente-cinq à quarante mètres au moins de leur enceinte, des terrains spécialement consacrés à l’inhumation des morts.
Art. 3 : Les terrains les plus élevés et exposés au nord seront choisis de préférence ; ils seront clos de murs de deux mètres au moins d’élévation. On y fera des plantations, en prenant les précautions convenables pour ne point gêner la circulation de l’air.
Art. 4 : Chaque inhumation aura lieu dans une fosse séparée ; chaque fosse qui sera ouverte aura un mètre cinq décimètres à deux mètres de profondeur, sur huit décimètres de largeur et sera ensuite remplie de terre bien foulée.
Art. 5 : Les fosses seront distantes les unes des autres de trois à quatre décimètres sur les côtés, et de trois à cinq décimètres à la tête et aux pieds.

Art. 6 : Pour éviter les dangers qu’entraîne le renouvellement trop rapproché des fosses, l’ouverture des fosses pour de nouvelles sépultures n’aura lieu que de cinq années en cinq années ; en conséquence, les terrains destinés à former les lieux de sépulture seront cinq fois plus étendus que l’espace nécessaire pour y déposer le nombre présumé des morts qui peuvent y être enterrés chaque année.
Ce nouveau décret dresse des modalités nouvelles et plus précises concernant l’emplacement des lieux d’inhumations. Les articles 2 et 3 entrent alors en contradiction avec les choix effectuées par la municipalité. Les deux nouveaux cimetières de la ville ne sont plus utilisables et se retrouvent en infraction. La municipalité est alors mise en demeure par le général de Pommereul, le Préfet du département.

### La recherche de terrain et les problèmes de salubrité
Les terrains alors compatibles avec les modalités du décret se situent principalement sur les coteaux nord de la ville. Mais il demeure difficile de trouver un terrain adéquat pour l’inhumation des morts. La constitution des sols est facteur essentiel, or beaucoup de terrains du nord de Tours possèdent un sol relativement pauvre en terre et de faible profondeur au contraire de la pierre. Ce qui fut le cas pour le premier projet de terrain, à St Symphorien Extra, près de la commune de Groison. La profondeur de la terre était bien trop faible à certains endroits (18 pouces) et la couche de pierre située en dessous bien trop résistante. Le projet est abandonné.
La municipalité se tourne alors vers des terrains situés proche de la Tranchée. Cette fois, la ville est très attentive à la constitution des sols. Mais quand le sol est convenable, son éloignement est trop important ou son coût bien trop élevé. C’est notamment le cas du terrain appartenant à M. Guizolle, envisagé pour la construction du cimetière, mais finalement jugé trop éloigné de la ville située à environ 2 kilomètres. Établir la translation des cimetières de la ville semble un véritable casse-tête pour la municipalité. D’autant que beaucoup de propriétaires ne souhaitent pas  vendre un terrain pouvant alors être cultivé et donc rapporter des bénéfices. Et quand le conseil municipal semble avoir acté l’emplacement du cimetière en haut de la Tranchée entre la route du Mans et la route de Vendôme, un problème inédit apparaît. Il se trouve que ce fameux terrain appartient en réalité à 27 propriétaires différents. En outre, sur ces 27 possédants, seulement deux sont favorables à l’établissement de la nécropole. Les parcelles appartiennent surtout à des veuves et des mineurs et donc sont sources de différentes rentes. Le projet est donc au point mort. La ville envisage de conserver ses cimetières actuels et donc de ne pas respecter la loi.
Mais dans les années qui suivent, la municipalité est directement confrontée au spectacle de la mort. La création du cimetière devient donc urgente. À la suite des différentes tergiversations précédentes, de nombreux ossements se retrouvent à l'air libre à l’entrée du cimetière des Ursulines à l’est de la ville. Le Maire décide alors de procéder aux exhaussements des deux cimetières afin de permettre les inhumations. En 1810 Tours va connaître une hausse de la mortalité. À la suite de la guerre opposant l'Autriche à l'Espagne, environ 3 000 prisonniers espagnols vont être stationnés dans la ville. Malheureusement, 575 d’entre-eux sont atteints du typhus et environ 300 personnes vont en mourir rapidement. Cette même année d’autres épidémies font des ravages. Le problème des cimetières reste entier les préoccupations financières prenant le pas sur les considérations législatives et humaines. Les conditions d’inhumations deviennent de plus en plus insalubres à tel point que certains corps ne reposent que sous 50 cm de terre. La population tourangelle se plaint régulièrement des conditions de salubrité et d'hygiène résultantes de ces lieux. De nouveaux exhaussements sont effectués pour rendre plus ou moins acceptables les cimetières. En 1832, Tours fait à nouveau face à une épidémie : le choléra. La situation de 1810 se répète avec une ampleur importante.
L'ordonnance du 6 décembre 1843 oblige toutes les communes à appliquer le décret du 23 prairial an XII et non plus seulement les grandes villes. La commune de St-Symphorien possédant le cimetière éponyme se retrouve en difficulté. Les habitants de Tours et des communes avoisinantes se plaignent une nouvelle fois de leurs cimetières et réclament des mesures rapides afin de trouver un terrain convenable.

### Acquisition du terrain de La Salle
Il faut attendre 1856 pour que la municipalité propose enfin une solution réalisable et convenable. Entre-temps, le choléra et plusieurs inondations avaient fait des ravages dans la ville. Notamment la forte inondation de 1856 où la Loire est grimpée à plus de 7,50 mètres. Les dégâts furent très importants, les cimetières impraticables et Napoléon III fit même le déplacement. C’est donc à ce moment-là que la municipalité se pencha sur le terrain de La Salle au nord de Tours. Après deux années de bataille juridique avec le propriétaire des lieux qui ne souhaitait pas vendre, la ville acquiert le terrain le 9 juin 1858.
Le 29 juillet 1859, le cimetière est béni par les autorités ecclésiastiques. 55 ans après le décret impérial, la loi est enfin respectée.

## Personnalités inhumées
- Charles-Jean Avisseau (1796-1861), céramiste (carré 16/20)
- Marcel Boille (1850-1942), architecte (carré 26/43)
- Jean-Jacques Bourassé (1813-1872), chanoine (carré 4/50)
- Jacques-Xavier Carré de Buserolle (1823-1904), savant et archéologue, membre de la Société archéologique de Touraine (carré 14/105)
- René Navarre
- François-Jules Charpentier (1814-1892), maire de Tours de 1882 à 1884 (carré 13/10)
- François-Dominique Cosson (1835-1899), militaire et maire de Tours de 1897 à 1899 (carré 24/89)
- Arthur Duthoo (1858-1912), fondateur du premier grand magasin de Tours en 1888, (carré 24/70)
- Jean-Daniel Flaysakier (1951-2021), médecin et journaliste[5] ;
- Alfred Fournier (1843-1898), maire de Tours de 1884 à 1892 (carré 3/34)
- Alexandre-Henry Goüin (1792-1872), banquier et député d'Indre-et-Loire (carré 15/61)
- Gustave Guérin (1814-1881), architecte de la ville de Tours (carré 5/68)
- Victor Laloux (1850-1937), architecte ayant réalisé la basilique St-Martin, la façade de la gare et l'hôtel de ville de Tours (carré TO/33)
- Jean-Marc Lelong (1949-2004), dessinateur de BD.
- Armand Mame (1776-1848) et Alfred Mame (1811-1893), famille d'imprimeurs (carré 13/64)
- Jean Meunier (1906-1975), député, résistant, fondateur du journal La Nouvelle République, maire de Tours (carré 14/297)
- Charles Plumereau (1818-1885), homme d'affaires, bienfaiteur et conseiller municipal (carré 3/41)
- André Rouxel (1915-2004), résistant français, Compagnon de la Libération
- Jean Royer (1920-2011), député d'Indre-et-Loire, maire de Tours de 1959 à 1995, ministre sous le gouvernement de Pierre Messmer (carré 14/22)
- François Sicard (1862-1934), sculpteur tourangeau (carré 19/13)
- Louis-Jules Trochu (1815-1896), général de division, président du gouvernement de défense nationale pendant la guerre franco-prussienne (carré 6/41)

## Monuments remarquables

### Tombe de la famille Boileau

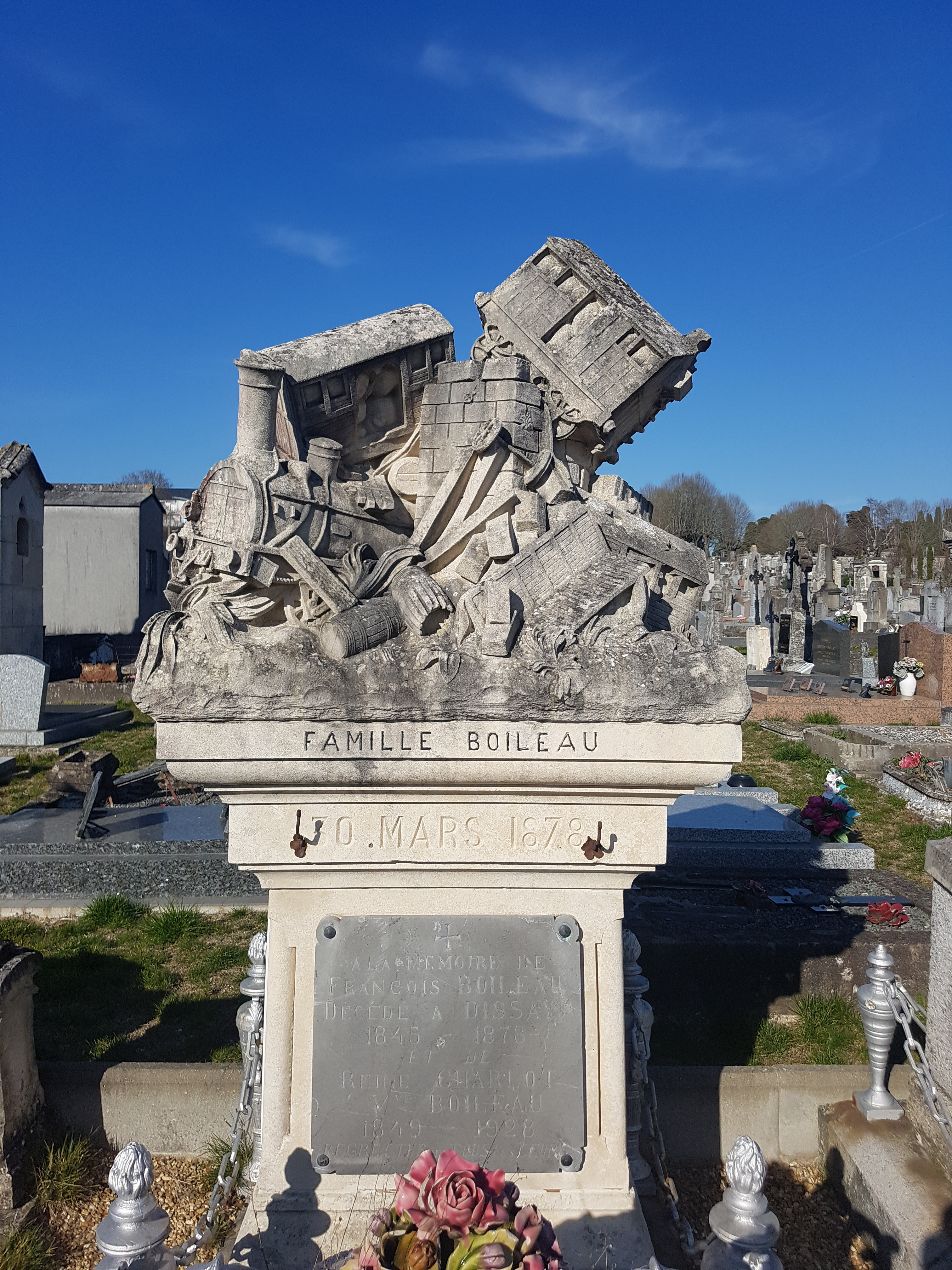
Monument funéraire représentant l'accident de train fatal à François-Jean Boileau

Une des sépultures les plus originale du cimetière de La Salle est celle de la famille Boileau et en particulier de François-Jean Boileau mort en 1878. La singularité de la tombe vient de la sculpture qui la compose et qui illustre les derniers instants du défunt à travers une scénographie taillée dans la pierre. En effet, François-Jean Boileau était un mécanicien et conducteur ferroviaire. Il fut victime d'un accident de chemin de fer sur la ligne Tours-Le Mans le 30 mars 1878 à Dissay-sous-Courcillon dans la Sarthe. Le pont sur lequel le train de marchandises que conduisait Boileau s’est écroulé à la suite d'une crue du Loir qui l'avait fragilisé. Le train ne transportant que des marchandises, ne fit heureusement que deux victimes, Boileau et un dénommé François Raimbault. Coussin, le sculpteur du monument funéraire, représenta donc l’enchevêtrement de la locomotive et des wagons parmi les gravats du pont. Il est rare de voir de telles représentations sur des tombes. La mort, ou du moins sa cause, est directement figurée. La sculpture joue cette fois-ci le rôle d’une photographie de pierre des circonstances du drame. En temps normal, les causes de la mort tendent à être éloignées des esprits des vivants. Il faut davantage se souvenir de la vie du défunt que de son trépas. Or ici, la fin prématurée de Boileau est clairement figée et mise en avant sur son tombeau.

### Tombe de la famille Boyer

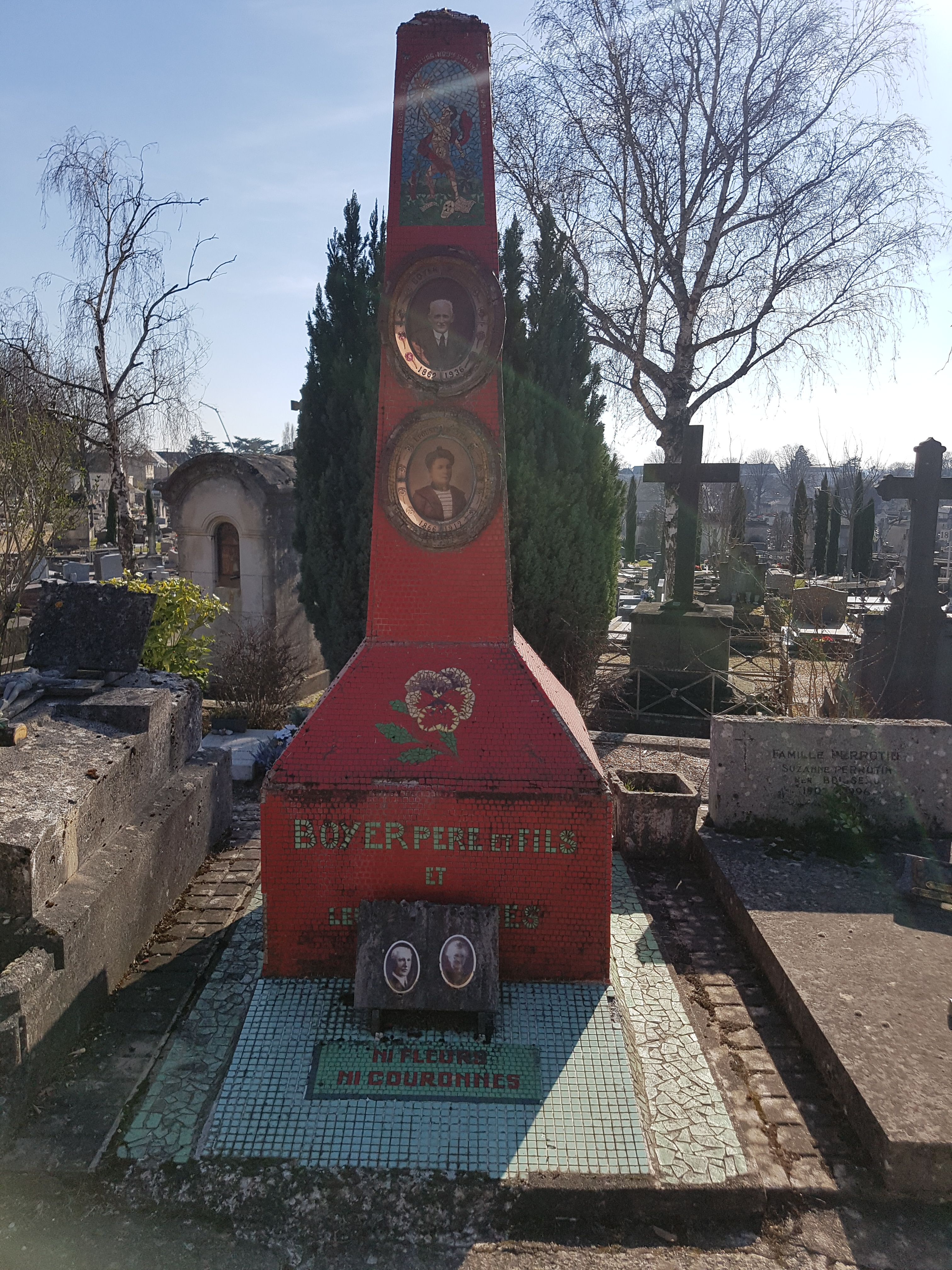
Obélisque en céramique rouge sur la tombe de la famille Boyer

Pierre Jean Auguste et Maria Boyer, étaient des libre-penseurs de la fin du XIXe siècle. La forme en obélisque et la couleur rouge permet à l’édifice de se démarquer des monuments voisins. La structure en obélisque est relativement rare dans le cimetière de Tours. Les sépultures « classiques » sont généralement basses et composées d’une simple stèle. De plus, les matériaux utilisés sont assez surprenants pour ce type de monument : des vitraux pour les photographies peintes et de la céramique pour couvrir la sépulture ainsi que pour différentes représentations et épitaphes. L’utilisation de la céramique rouge est étonnante pour plusieurs aspects. Premièrement, cette couleur évoque le sang et donc de façon plus élargie, la mort. C’est une couleur qui peut paraître agressive. Deuxièmement, la coloration de la l’obélisque permet à celui-ci d’être visible de loin et de se démarquer de la couleur terne des monuments environnants. La couleur rouge, telle celle du rideau de théâtre, indique où se joue la représentation de la mort. On ne cherche dès lors plus à cacher la mort mais au contraire à la mettre en valeur aux yeux des vivants.  De plus, grâce à l’invention de la photographie, le visage des défunts peut être exposé sur la tombe. Dans le cas de la famille Boyer, il s'agit de vitraux reproduits d’après des photographies. Cette représentation des personnages se trouvant à fortiori sous les pieds des visiteurs change les perceptions et les sentiments. L’être enterré n’est plus une figure floue, un simple nom gravé sur une stèle, un vague jeu de notre imagination. Le mort possède désormais un visage. Un jeu de regard s’opère entre le défunt et le vivant. Celui-ci prend alors davantage conscience du caractère éphémère de son existence.